# Giacinto Arcangeli
Giacinto Arcangeli (Sarnico, 13 febbraio 1833 – Asti, 6 febbraio 1909) è stato un vescovo cattolico italiano.
È stato vescovo di Asti tra il 1899 ed il 1908, principe della Chiesa di Asti.

## Biografia
Nato a Sarnico sul lago d'Iseo, venne ordinato sacerdote il 22 dicembre 1854.
Insegnò storia e filosofia per più di un ventennio e divenne canonico teologo e poi canonico arcidiacono nel 1877.
Nel 1880 venne eletto vicario capitolare ed in seguito vicario generale della diocesi di Bergamo.
Nel concistoro del 28 novembre 1898 fu preconizzato da papa Leone XIII come vescovo di Asti e l'8 dicembre dello stesso anno fu consacrato nella chiesa delle Figlie del S.Cuore a Roma.
Sotto l'episcopato del vescovo Arcangeli nasce il giornale La Gazzetta d'Asti, un nuovo periodico religioso, cattolico, politico e amministrativo che nella pagina d'apertura contiene un articolo del nuovo vescovo astigiano.
Il 22 agosto 1901, il vescovo indisse la prima "Adunanza diocesana astese", rivolta a rafforzare e consolidare il movimento sociale cattolico astigiano, nel periodo della nascita dei movimenti cattolico-democratico-sociali in Italia che confluiranno con la nascita della Democrazia Cristiana.
Nell'astigiano, la nascita di questi movimenti cattolici, presero piede principalmente nel settore agricolo influenzato anche dalla maggior parte del clero astigiano che era di estrazione contadina.

## Genealogia episcopale e successione apostolica
La genealogia episcopale è:
- Cardinale Scipione Rebiba
- Cardinale Giulio Antonio Santorio
- Cardinale Girolamo Bernerio, O.P.
- Arcivescovo Galeazzo Sanvitale
- Cardinale Ludovico Ludovisi
- Cardinale Luigi Caetani
- Cardinale Ulderico Carpegna
- Cardinale Paluzzo Paluzzi Altieri degli Albertoni
- Papa Benedetto XIII
- Papa Benedetto XIV
- Cardinale Enrico Enriquez
- Arcivescovo Manuel Quintano Bonifaz
- Cardinale Buenaventura Córdoba Espinosa de la Cerda
- Cardinale Giuseppe Maria Doria Pamphilj
- Papa Pio VIII
- Papa Pio IX
- Cardinale Alessandro Franchi
- Cardinale Giovanni Simeoni
- Cardinale Antonio Agliardi
- Vescovo Giacinto Arcangeli

La successione apostolica è:
- Cardinale Giuseppe Gamba (1902)